# Thallapalle
Thallapalle es una ciudad censal situada en el distrito de Mancherial en el estado de Telangana (India). Su población es de 9656 habitantes (2011). 

## Demografía
Según el censo de 2011 la población de Thallapalle era de 9656 habitantes, de los cuales 5053 eran hombres y 4603 eran mujeres. Thallapalle tiene una tasa media de alfabetización del 67,33%, superior a la media estatal del 67,02%: la alfabetización masculina es del 75,44%, y la alfabetización femenina del 58,46%.